# بلودش
بلودش (به آلمانی: Bludesch) یک منطقهٔ مسکونی در اتریش است که در ناحیه بلودنتس واقع شده‌است. بلودش ۷٫۶ کیلومتر مربع مساحت دارد ۵۲۹ متر بالاتر از سطح دریا واقع شده‌است.